# Walter Behrmann (Geograph)

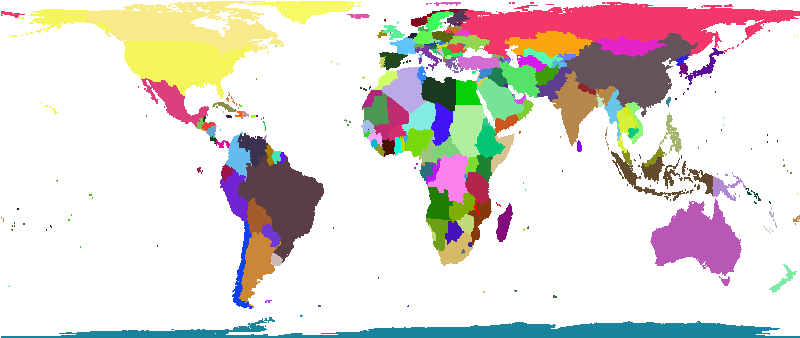
Die Erde in Behrmann-Projektion

Walter Emmerich Behrmann (* 22. Mai 1882 in Oldenburg; † 3. Mai 1955 in Berlin) war ein deutscher Geograph.

## Leben
Walter Behrmann studierte an der Georg-August-Universität Göttingen, der Ludwig-Maximilians-Universität München und der Friedrich-Wilhelms-Universität zu Berlin, wurde 1905 bei Hermann Wagner in Göttingen promoviert, war Assistent bei Hermann Wagner, bei Joseph Partsch in Leipzig und ab 1909 bei Albrecht Penck in Berlin. Walter Behrmann stellte bereits zu seiner Zeit als Assistent am Geographischen Institut in Berlin eine flächentreue Zylinderprojektion mit dem Standardbreitengrad 30° N und S vor („Behrmann-Zylinderprojektion“), die bis heute verwendet wird. 1912/1913 nahm er an einer Expedition zur Erforschung Deutsch-Neuguineas (heute Papua-Neuguinea) teil und habilitierte sich 1914 an der Friedrich-Wilhelms-Universität zu Berlin.
Ab 1918 wirkte er in der Nachfolge von Max Groll (1876–1916) als Lehrbeauftragter für Kartographie an der Friedrich-Wilhelms-Universität zu Berlin sowie bei Albrecht Penck am Institut und Museum für Meereskunde in der Geographisch-naturwissenschaftlichen Abteilung als Kartograph. Von 1923 bis 1944 war er zunächst Direktor des Geographischen Instituts der Universität Frankfurt am Main und baute dann anschließend in Berlin das 1946 gegründete "Institut für Geomorphologie und Kartographie" der Deutschen Akademie der Wissenschaften auf, das er 1948 als "Geographisches Institut" in die Freie Universität Berlin überführen konnte.
Walter Behrmann war seit 1901 Mitglied der Schwarzburgbund-Verbindung Burschenschaft Germania.
Im Jahr 1940 wurde er als Mitglied in die Deutsche Akademie der Naturforscher Leopoldina aufgenommen.

## Schriften
Eine Auswahl der wichtigsten Schriften und Werke von Walter Behrmann:
- Über die niederdeutschen Seebücher des XV. und XVI. Jahrhunderts. Dissertation, Göttingen 1905
- Die beste bekannte flächentreue Projektion der ganzen Erde, Verlag Justus Perthes, Gotha 1910
- Oberflächengestaltung des Harzes. Eine Morphologie des Gebirges. Forschungen zur deutschen Landes‐ und Volkskunde, 20, 2, Stuttgart 1912 (= Habilitationsschrift 1914)
- Der Sepik (Kaiserin-Augusta-Fluss) und sein Stromgebiet. Geographischer Bericht der Kaiserin-Augusta-Fluss-Expedition 1912-13 auf der Insel Neuguinea. In: Mitteilungen aus den Deutschen Schutzgebieten. Ergänzungsheft 12. 1-100. 1917.
- mit Walter Geisler und Erich von Drygalski: Australien und Ozeanien in Natur, Kultur und Wirtschaft. Antarktis, Verlag Athenaion, Potsdam 1930
- Der weiten Welt Wunder. Erlebnisse eines Geographen in Fern und Nah, Verlag Walter de Gruyter & Co, Berlin 1956

## Auszeichnungen und Preise (Auswahl)
- 1918: Carl-Ritter-Medaille